# Krzysztof Stós
Krzysztof Stós (ur. w 1971) – polski artysta fotograf, uhonorowany tytułem Artiste FIAP (AFIAP) oraz Excellence FIAP (EFIAP). Członek założyciel oraz prezes Zarządu Wojnickiego Towarzystwa Fotograficznego Fotum.

## Życiorys
Związany z Wojniczem i jego artystycznym środowiskiem fotograficznym, fotografuje od 1989 roku. Od 1992 roku do 1998 był członkiem Tarnowskiego Towarzystwa Fotograficznego. W 2014 roku był współzałożycielem Wojnickiego Towarzystwa Fotograficznego Fotum, w którym pełnił funkcję prezesa ds. artystycznych, obecnie jest prezesem Zarządu WTF. WTF Fotum powstało na bazie Pracowni Fotografii Fotum, działającej w Domu Grodzkim w Wojniczu od 2000 roku – utworzonej z inicjatywy Krzysztofa Stósa i przez niego prowadzonej. 
Krzysztof Stós jest autorem i współautorem wielu wystaw fotograficznych; indywidualnych, zbiorowych, poplenerowych, pokonkursowych. Wielokrotnie uczestniczył w Międzynarodowych Salonach Fotograficznych, organizowanych (m.in.) pod patronatem FIAP, zdobywając wiele medali, nagród, wyróżnień, dyplomów, listów gratulacyjnych. Szczególne miejsce w jego twórczości zajmuje fotografia pejzażowa, fotografia portretowa i fotografia aktu. Jest jurorem w krajowych i międzynarodowych konkursach fotograficznych – m.in. w cyklicznym „Wojnicz International Salon of Photography”, organizowanym pod patronatem FIAP od 2015 roku. 
W 2017 roku Krzysztof Stós został uhonorowany tytułem artystycznym Artiste FIAP (AFIAP), przyznanym przez Międzynarodową Federację Sztuki Fotograficznej FIAP, w 2018 roku otrzymał tytuł Excellence FIAP (EFIAP). W 2023 oraz 2025 został zaproszony do prac w składzie jury – XX oraz XXI edycji Międzynarodowego Konkursu Fotograficznego Foto Odlot, organizowanego pod patronatem Międzynarodowej Federacji Sztuki Fotograficznej FIAP przez Wojewódzki Dom Kultury w Rzeszowie.

## Wystawy autorskie
- „Przegląd” – Fotogaleria Mila (Kraków 1995)
- „Fascynacje” – Fotogaleria Mila (Kraków 1995)
- „Pejzaż mieszany” – Galeria TTF (Tarnów 1996)
- „Pejzaż romantyczny” – Galeria TPZW (Wojnicz 1999)
- „Pejzaż” – Galeria Ratusz (Zakliczyn 2006)

Źródło

## Odznaczenia
- Medal „Za Zasługi dla Fotografii Polskiej” (2019)